# Стейнторп, Аарон
Аарон Стейнторп (англ. Aaron Stainthorpe; род. 12 ноября 1968 года) — британский музыкант, вокалист дум-метал группы My Dying Bride. Родился в Англии, но переехал в Германию, когда ему было 6 месяцев, потому как его отца, офицера британской армии, дислоцировали. В настоящее время живёт в Галифаксе, Западный Йоркшир.